# زاده ابیس
زاده ابیس (به انگلیسی: Made in Abyss) ⁪ (ژاپنی: メイドインアビス هپبورن: Meido in Abisu) مجموعه مانگا ژاپنی است که توسط آکیهیتو تسوکوشی نوشته و تصویرسازی شده‌است. این مجموعه از اکتبر ۲۰۱۲ به صورت آنلاین در نشریه دیجیتال Web Comic Gamma منتشر شده و در ۱۱ جلد تانکوبون جمع‌آوری شده‌است. داستان یک دختر یتیم به نام ریکو را روایت می‌کند که یک پسر رباتی به نام رگ را پیدا می‌کند و با او دوست می‌شود و به امید کاوش در آن و یافتن مادرش به اعماق زمین می‌رود.
مجموعه تلویزیونی انیمه اقتباسی ساخته استودیو Kinema Citrus از جولای تا سپتامبر ۲۰۱۷ پخش شد و سپس دنباله آن در ژانویه ۲۰۲۰ در ژاپن اکران شد. فصل دوم از جولای تا سپتامبر ۲۰۲۲ پخش شد.